# Municipio de Bristow (Arkansas)
El municipio de Bristow (en inglés: Bristow Township) es un municipio ubicado en el condado de Randolph en el estado estadounidense de Arkansas. En el año 2010 tenía una población de 216 habitantes y una densidad poblacional de 6,34 personas por km².

## Geografía
El municipio de Bristow se encuentra ubicado en las coordenadas 36°10′31″N 90°59′48″O / 36.17528, -90.99667. Según la Oficina del Censo de los Estados Unidos, el municipio tiene una superficie total de 34.09 km², de la cual 33,34 km² corresponden a tierra firme y (2,2 %) 0,75 km² es agua.

## Demografía
Según el censo de 2010, había 216 personas residiendo en el municipio de Bristow. La densidad de población era de 6,34 hab./km². De los 216 habitantes, el municipio de Bristow estaba compuesto por el 97,22 % blancos, el 0,46 % eran afroamericanos, el 2,31 % eran amerindios. Del total de la población el 0,46 % eran hispanos o latinos de cualquier raza.